# Laurent Boutonnat
Laurent Boutonnat (Parigi, 14 giugno 1961) è un regista e compositore francese.

## Debutto nel cinema
Il suo primo lungo metraggio, Ballade de la féconductrice, un film sul tema della violenza, viene diffuso per due settimane in una sala parigina e sarà vietata la visione ai minori di 18 anni (nonostante lo stesso autore ne avesse solo 17). 

## L'incontro con Mylène Farmer
A 20 anni, compone con Jérôme Dahan la musica di Maman a tort e va alla ricerca di una giovane cantante che potesse interpretarla.  Inizialmente pensa a Lio, che sarà poco dopo scartata.
In seguito durante un casting viene colpito dal fascino dell'allora giovane Mylène Gautier che in seguito diventerà la famosa Mylène Farmer alla quale decide di affidare il brano, instaurando poi una collaborazione fissa sia come autore dei suoi brani che come regista dei videoclip che li accompagnano.

## Filmografia
- 1979: Ballade de la féconductrice
- 1986: Libertine (Mylène Farmer)
- 1990: En concert (Mylène Farmer)
- 1994: Giorgino
- 1997: Live à Bercy (Mylène Farmer)
- 2007: Jacquou le Croquant